# Mate Pavić
Mate Pavić (n. 4 iulie 1993, Split, Croația) este un jucător de tenis profesionist croat, care a fost numărul 1 mondial la dublu.
Pavić este de șapte ori campion de Grand Slam, după ce a câștigat patru titluri la dublu masculin: Australian Open din 2018 cu Oliver Marach, US Open din 2020 cu Bruno Soares, Campionatele de la Wimbledon din 2021 cu Nikola Mektić și French Open 2024. Pavić a câștigat, de asemenea, titluri de dublu mixt la US Open 2016 cu Laura Siegemund, Australian Open 2018 cu Gabriela Dabrowski și Wimbledon 2023 cu Liudmila Kicenok. A fost finalist la dublu masculin la Wimbledon 2017, French Open 2018 și 2020 și la Wimbledon 2022, precum și la dublu mixt la French Open 2018 și 2019.
În mai 2018, Pavić a devenit numărul 1 mondial la dublu, devenind cel de-al 52-lea jucător care ocupă această poziție de top. A fost cel mai tânăr numărul 1 la dublu de la Todd Woodbridge în 1996 și primul jucător din Croația, masculin sau feminin, care a fost numărul 1 mondial la simplu sau la dublu. A câștigat 26 de titluri la dublu la ATP Tour, inclusiv 4 la nivel Masters 1000. Pavić a făcut, de asemenea, parte din echipa croată care a câștigat Cupa Davis 2018 și a câștigat o medalie de aur olimpică pentru Croația la Jocurile Olimpice de la Tokyo alături de Mektić. La simplu, cea mai înaltă poziție în clasament a fost locul 295 atins în mai 2013.